# Kamila Bártlová
Kamila Bártlová (* 5. února 1931, dříve Kamila Lampířová) je česká esperantistka a pedagožka.

## Biografie
V roce 1952 po mateřské dovolené nastoupila v Okříškách na základní školu, kde ihned založila kroužek esperanta. Sama se esperantu věnovala po tom, co její matka zjistila, co je esperantu v třebíčské Borovině.
Je učitelkou na základní škole v Okříškách u Třebíče, kde vede dětský esperantský kroužek. Se svými žáky se zúčastnila zahraničních exkurzí i dětských malířských soutěží (kde získala dvě mezinárodní ceny). Její články o esperantu se několikrát objevily v místním tisku.
Pod dívčím jménem Lampířová publikuje své básně v češtině.

## Básně
- Maminčina studánka
- Mamince
- V mírových ulicích světa
- Věčně Mírové nebe věčným milencům
- Hold polním květům
- Pouta
- Náš čas
- Já viděla jsem
- Pohár vítězství míru
- Úvaha filosofická
- Přibyslavský čaroděj
- Provolání matky
- Naše Vysočina
- Zachraňme život - mír - planeta

Některé z jejích básní se objevily ve Věstníku EK Praha.

## Povídky
- Maminčina pohádková studánka (2011, povídky, v češtině a esperantu)